# Asunden (Gotland)
Asunden ist eine unbewohnte Insel in der Ostsee vor Slite, vor der nordöstlichen Küste Gotland, etwas nordöstlich der Inseln Enholmen und Grunnet.
Die Insel war bis zum Ende der 1990er Jahre ein militärisches Sperrgebiet, aber heute gibt es kein Landgangsverbot mehr.  Auf Asunden gab es früher eine Küstenartilleriebatterie, die aus drei Kanonen bestand, wovon zwei auf Asunden selbst und die dritte auf Hammerlandet nördlich der Insel stand. Jetzt sind große Teile der Insel ein Naturreservat und Natura 2000-Gebiet.  Das Natura-2000-Gebiet ist 94,1 Hektar groß, das Naturreservat 7,9 Hektar, wovon sich drei auf Land befinden und der Rest Wasserfläche ist.

Das Grundgestein von Asunden ist wie bei Gotland ein ehemaliges Korallenriff, welches sich in einem tropischen Meer vor etwa 430 Millionen Jahren (im Silur) bildete. Das fossile Riffgestein ist mit Schichten aus  Kalkstein und tonigem Mergelstein überzogen und wurde nach der letzten Eiszeit (vor ca. 10.000 Jahren) zunächst vollständig vom Wasser der Ostsee bedeckt. Als das Eis zurückging hob sich das Land allmählich über den Meeresspiegel und an den Ufern wurde das weichere Gestein abgetragen. Die festeren älteren Riff-Kalksteine blieben erhalten und bilden heute sogenannte Raukar (schwedisch, Singular der Rauk, manchmal auch  die Rauke und Plural Rauken übersetzt), welche neben Gottland auch auf Asunden zu finden sind. Dieser Riffkalk ist reich an Fossilien, wie z. B. Stromatoporen.

Auf der Insel gibt es nachgewiesene Vorkommen und Brutplätze des Kampfläufer (Calidris pugnax, Syn.: Philomachus pugnax), der Flussseeschwalbe (Sterna hirundo), der Küstenseeschwalbe (Sterna paradisaea), des Säbelschnäbler (Recurvirostra avosetta), der Zwergseeschwalbe (Sternula albifrons) und des Alpenstrandläufer (Calidris alpina).

## Bildergalerie

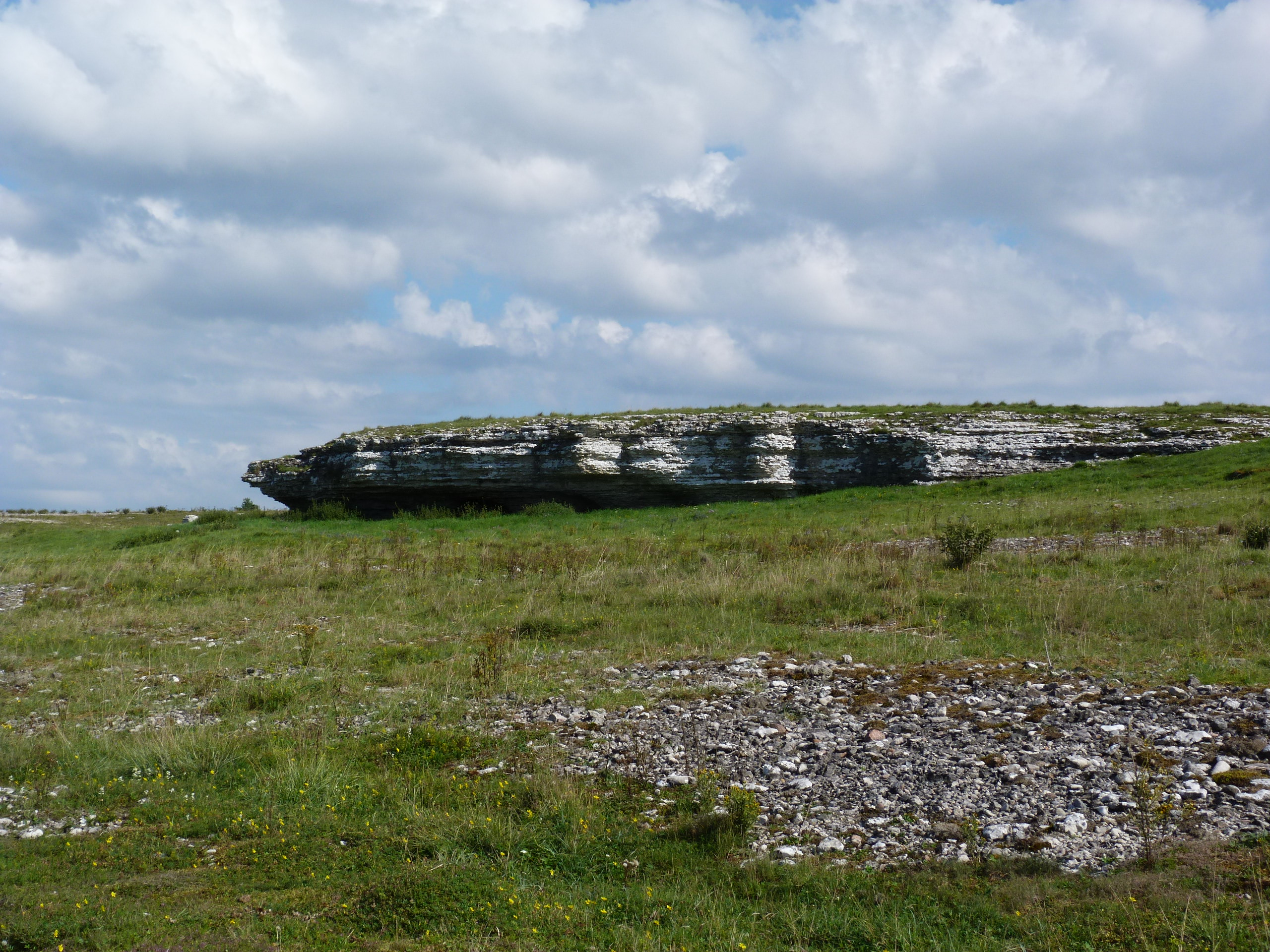
Asunden
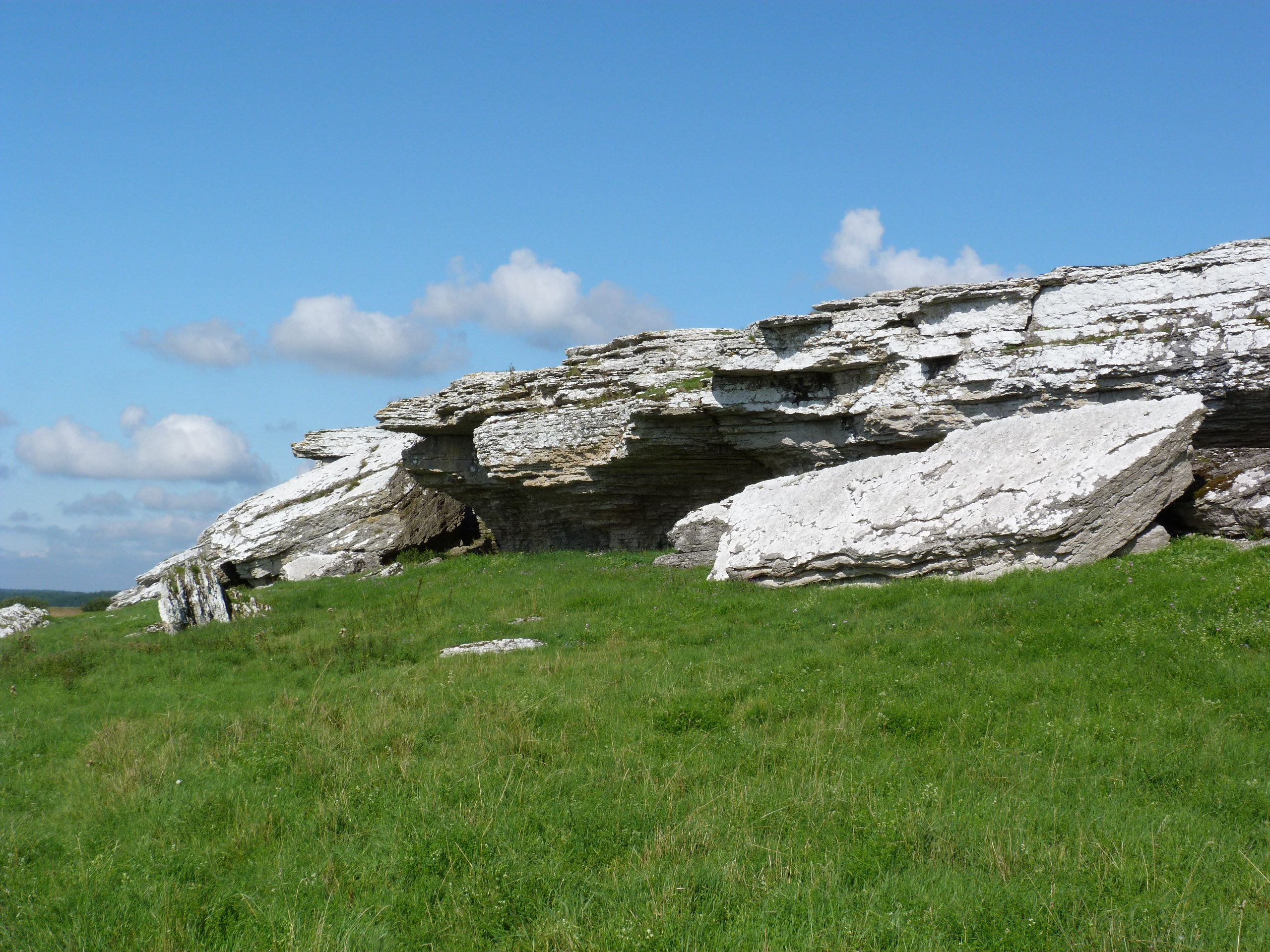
Erosion auf Asunden
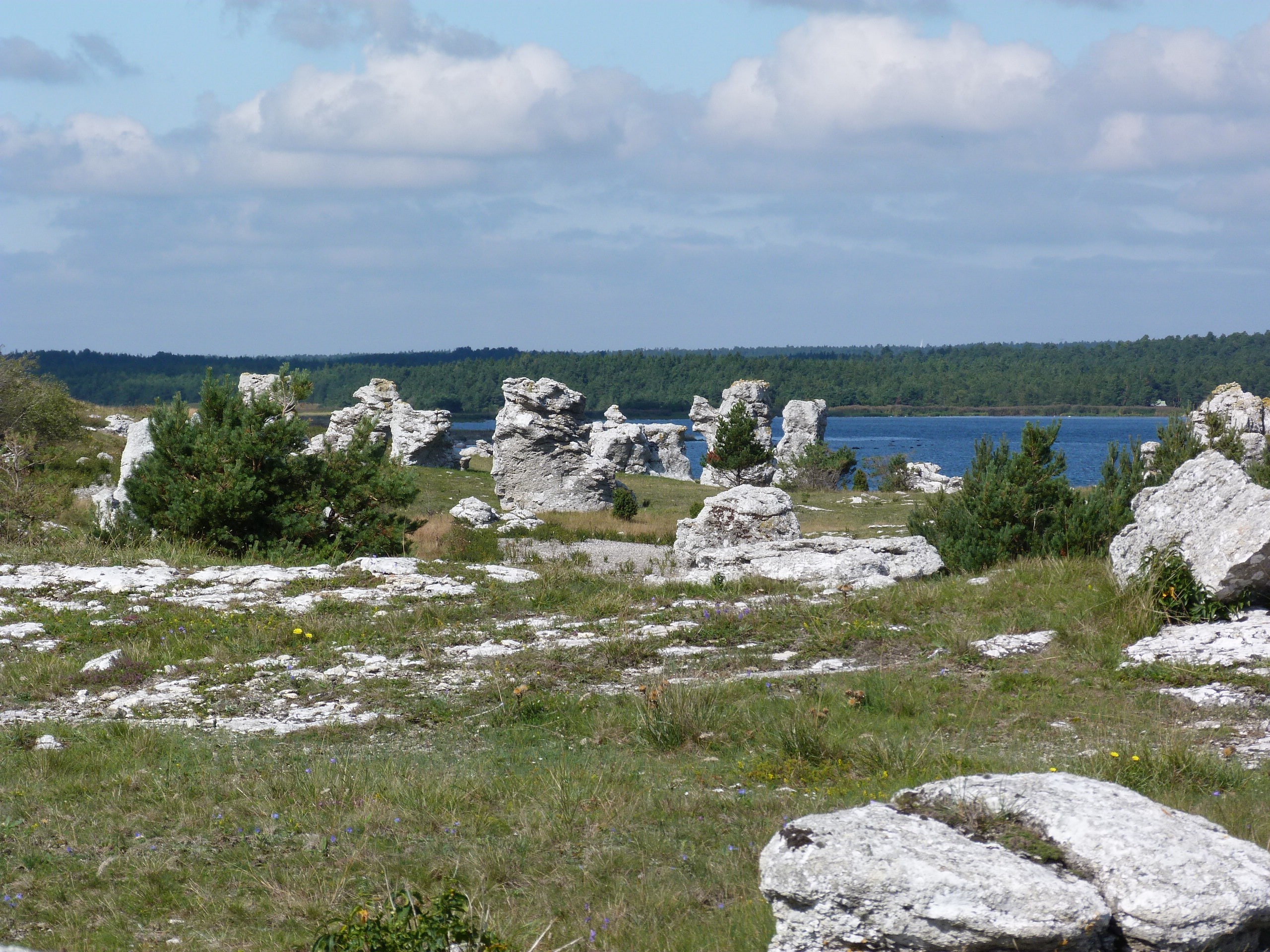
Im nordöstlichen Teil von Asunden befindet sich ein Raukengebiet
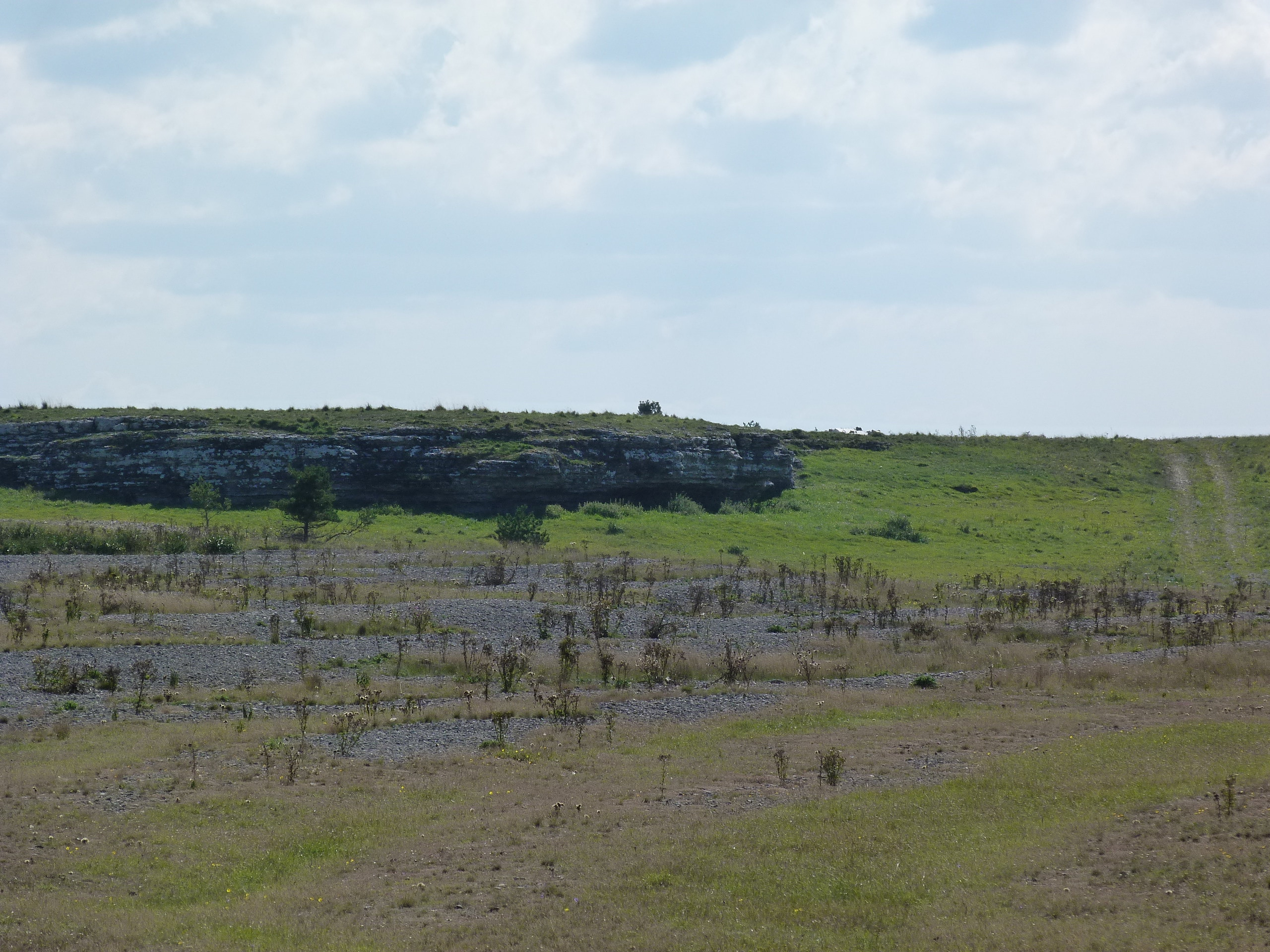
Blick über Asunden
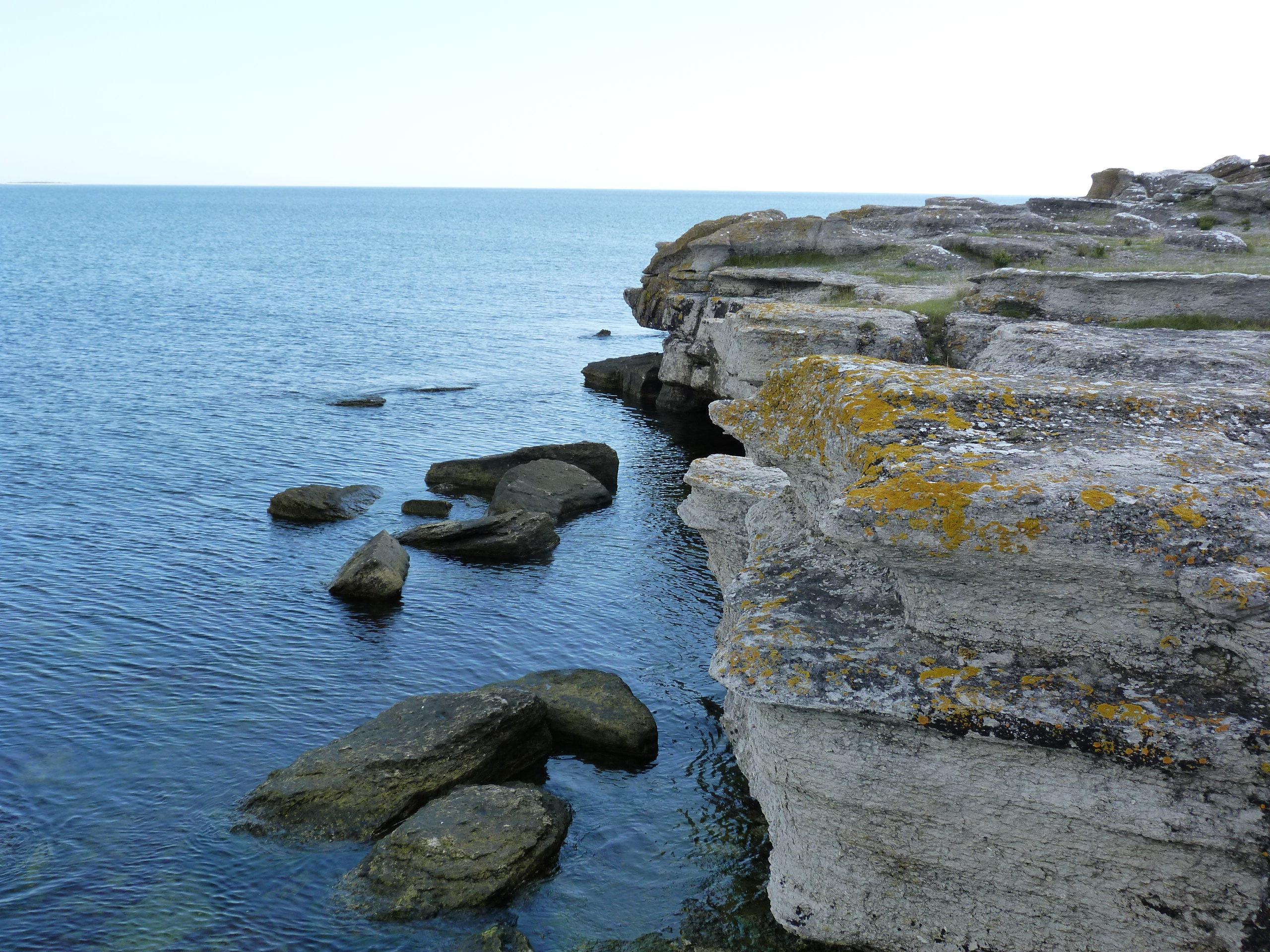
Die östliche Seite der Insel besteht zu einem großen Teil aus Klippen